# Ясский мирный договор
Ясский мирный договор — договор о мире, заключённый 29 декабря 1791 (9 января 1792) года между Россией и Османской империей, положивший конец русско-турецкой войне 1787—1791 годов.
Переговоры проводились в городе Яссы в Молдавском княжестве (ныне территория Румынии). Со стороны Российской империи делегацию возглавлял светлейший князь Г. А. Потёмкин-Таврический, а после его смерти — князь А. А. Безбородко, с турецкой — великий визирь Коджа Юсуф-паша. Подписан договор от имени России Самойловым, де Рибасом и С. Л. Лашкаревым и от имени Турции рейс-эффенди (министр иностранных дел) Абдуллой эфенди, Ибрагимом Исметом беем и Мехмедом эфенди.
Договор закрепил за Россией всё Северное Причерноморье, включая Крым, усилил её политические позиции на Кавказе и Балканах. К России отошли земли между Южным Бугом и Днестром (западный Едисан), по которому была установлена новая граница. На Кавказе восстанавливалась граница по реке Кубань. Турция отказывалась от претензий на Грузию и обязалась не предпринимать каких-либо враждебных действий против грузинских земель.
Статья 3-я договора определяла, что «между Империею Всероссийскою и Портою Оттоманскою пребудет границею река Днестр, так, что все земли, на левом берегу помянутой реки лежащия, имеют остаться вечно в совершенном и безпрепятственном владении Всероссийской Империи, а на правом берегу помянутой реки и лежащия все земли, по возвращении их со стороны Всероссийской Империи, имеют остаться вечно в совершенном и безпрепятственном владении Порты Оттоманской».
Статья 4-я договора определяла, что Российской Имперской двор возвращает блистательной Порте завоеванную оным Бессарабию с крепостями Бендерами, Аккерманом, Килиею и Измаилом, со всеми местечками, слободами, деревнями, и всем прочим, что оныя в себе содержит; равным образом возвращает Блистательной Порте Княжество Молдавское со всеми городами, селениями и всеми прочим, что оныя Провинция в себе содержит.
Опасаясь преследований со стороны властей Османской империи, Молдавское княжество покинуло значительное число жителей, большинство из которых переселилось за Днестр. Там сторонники России из числа молдавского боярства получили большие земельные владения. В Очаковской области были основаны города Тирасполь (1792 год) и Григориополь (1795 год).
После заключения Ясского мирного договора Молдавское княжество стало ареной борьбы между Россией, Францией и Австрией, пытавшимися установить там своё влияние. Екатерина II, не удовлетворившись достигнутым, планировала дальнейшие события.
Присоединение к России после Ясского мирного договора территорий между Южным Бугом и Днестром многократно ускорило заселение и хозяйственное освоение этого региона. В 1794 году российская императрица Екатерина II издала рескрипт вице-адмиралу Осипу Дерибасу (Хосе де Рибасу) о пристроении в Хаджибее военной гавани с купеческой пристанью. В 1795 году новый порт получил название Одесса в честь древнегреческой колонии Одессос.
После Ясского мира баланс сил на европейской арене изменился в пользу Российской империи, укрепившей свои геополитические позиции.
Богато украшенное конское убранство (в том числе — расшитая золотыми нитями конская попона и украшенная алмазами и рубинами дробница), присланное в дар султаном Селимом III после заключения Ясского мира, находится в настоящее время в экспозиции Оружейной палаты (зал 8, витрина 54).